# Cameraria sempervirensella
Cameraria sempervirensella là một loài bướm đêm thuộc họ Gracillariidae. Nó được tìm thấy ở Hoa Kỳ (California).
Chiều dài cánh trước là 3.5–5 mm.
Ấu trùng ăn Chrysolepis sempervirens. Chúng ăn lá nơi chúng làm tổ.